# Sagamo
Sagamo (en georgiano: საღამო, lit. 'tarde'; en armenio: Սաղամո) es una aldea de Georgia ubicada en el sur de la región de Mesjetia-Yavajetia, siendo parte del municipio de Ninotsminda.  

## Toponimia
Tanto el pueblo como el lago se llamaban anteriormente Uma (en armenio: Ումա).

## Geografía
Sagamo está situado a orillas del lago Sagamo. La aldea se administra desde el pueblo de Eshtia. 

## Historia
En 1944, después del exilio de los turcos mesjetios, varias familias de las aldeas Tsajki (en armenio: Ծաղկի; Şenyurt, Turquía), Krchnkots (en armenio: Կրճնկոց; Yeşilova, Turquía), Jinis (en armenio: Ջինիս; Ortabahçe, Turquía) y Sogyutlu (en armenio: Սոգյութլու; Söğüt, Turquía) de la provincia de Erzurum se establecieron en la aldea.
En 2010, el presidente georgiano Míjeil Saakashvili organizó una visita a Sagamo. El presidente inspeccionó el área adyacente al lago y plantó un árbol. Según Saakashvili, los lagos Sagamo y Paravani se encuentran a una hora y media en coche de Tiflis y tienen un excelente potencial recreativo, lo que contribuirá a aumentar la actividad económica de la población local. 

## Demografía
La evolución demográfica de Sagamo entre 1926 y 2014 fue la siguiente:
| 646                                             | 153 |
| (Fuente: Population of Georgia in Soviet times) |     |

Según los datos del censo de 2014, los armenios son el 100 % de la población local.En el pasado, hasta la expulsión de turcos mesjetios, éstos eran mayoría en el pueblo.

## Infraestructura

### Arquitectura, monumentos y lugares de interés
En el pueblo hay 3 iglesias y la cuarta está erigida en una alta montaña. La más antigua y destacada de las tres iglesias es la iglesia de salón del siglo X situada en el extremo norte; su entrada está hecha de vidriado meridional de una época relativamente tardía, uno de los lados de la cual está abierto por dos arcos que descansan sobre una columna central. El edificio originalmente estaba techado con un arco, ahora tiene un techo plano de madera. Las paredes están revestidas con cuadrados bien pulidos y debidamente dispuestos, y los encabezados de las puertas y ventanas están decorados con tallas hábilmente ejecutadas, estelas narrativas e imágenes de figuras humanas. La segunda iglesia construida con piedra labrada es también de tipo salón y se construyó en el siglo XIII. También aquí la cámara ha sido reemplazada por un techo banuri de madera. La decoración es austera. La tercera iglesia del sur también pertenece al siglo XIII, que se conserva casi en su forma original. La iglesia erigida en la montaña data de la Edad Media, en muy mal estado de conservación..

### Educación
En el pueblo hay una escuela.